# 大衛·戈特利布
大衛·戈特利布（英文：David Gottlieb；1911年—1982年），美國植物病理學學家，於1946年至1982年間在伊利諾伊大學香檳分校任職植物病理學教授，他亦是一位在真菌生理學及植物抗生素方面的先驅者。
戈特利布於1940年代將鏈霉菌屬的菌種隔離，並且發展出氯霉素而聲名大噪。

## 榮譽
戈特利布曾獲多個殊榮，包括：
- 1963年——在植物科學上獲得古根海姆學者獎。
- 1966年——美國植物病理學會會員。
- 1969年—1974年——成為《植物病理學年鑑》的編輯。

為了紀念戈特利布，伊利諾伊大學香檳分校設立「大衛·戈特利布紀念獎」，頒發予在植物疾病或病原的生物化學有傑出貢獻的科學家。

## 著作
大衛·戈特利布曾著有以下著作：
- Gottlieb, D. . Appl Microbiol. 1961, 9(1): 55–65.
- Gottlieb, D. . 2nd International Symposium on the Fungus Spore. 1974.